# Pyrus castaneifolia
Pyrus castaneifolia är en rosväxtart som beskrevs av Joseph Dalton Hooker. Pyrus castaneifolia ingår i släktet päronsläktet, och familjen rosväxter. Inga underarter finns listade i Catalogue of Life.